# Chiesa di Nostra Signora del Pilar (Villamassargia)
La chiesa di Nostra Signora del Pilar è un edificio religioso situato a Villamassargia, centro abitato della Sardegna sud-occidentale. Consacrata al culto cattolico, fa parte della parrocchia della Madonna della Neve, diocesi di Iglesias.
Un'iscrizione su una pietra in facciata indica l'anno di costruzione, il 1307, ed il nome del mastro Arzocco di Garnax che ne curò l'edificazione. Inizialmente dedicata a san Ranieri, patrono di Pisa, venne poi intitolata alla Madonna del Pilar.

La chiesa ha subito importanti rifacimenti ma la facciata, in stile romanico-gotico, ha conservato il suo aspetto originario.